# 桑溪镇
桑溪镇，是中华人民共和国陕西省汉中市洋县下辖的一个乡镇级行政单位。

## 行政区划
桑溪镇下辖以下地区：
龙岗村、高邵村、尚山村、临江村、金华村、田家村、湘子村、杨台村、桑溪沟村、碌竹坪村、杏树岭村、李家店村、曾家院村和夭庄村。